# プリズム・サイン
「プリズム・サイン」は、eufoniusの15枚目のシングル。2012年2月8日にLantisから発売された。

## 概要
2008年に放映されたテレビアニメ『true tears』の3周年を記念して制作されたアニバーサリーソングである。今回のジャケットイラストはアニメのキャラクターデザインを担当した関口可奈味の書き下ろしで、成長した3人をテーマに描かれている。
なお、アニメ公式サイトの紹介文には「3曲を作り上げた」と記載されているが、CDにはBONUS TRACKとしても一切収録されておらず、3曲目が今後何らかの意図を含められているものなのか、それともただの記載ミスであるかは一切触れられておらず現在も不明なままとなっている。

## 収録曲
（全作詞：riya、作曲・編曲：菊地創）
1. プリズム・サイン [3:57]
ヒロインの石動乃絵、湯浅比呂美、安藤愛子の3人それぞれが成長した姿を表現し、同時に切なさも内包されている[2]。
2. near and far [3:47]
比呂美の視点から、比呂美の純粋な想いをこめて作られている[2]。
3. プリズム・サイン（instrumental）
4. near and far（instrumental）

## 参加ミュージシャン
- Guitar - 朝井泰生（#1）、高山一也（#2）
- Piano - ただすけ（#1）
- Bass - ミト（クラムボン）（#1）
- Drums - 矢吹正則（#1）
- Strings - 大先生室屋ストリングス（#1）
- Wood Bass - 渡辺等（#2）
- Chorus - riya
- All Other Instruments - 菊地創